# Korgau
Korgau é uma vila da Alemanha, localizada no distrito de Wittenberg, estado de Saxônia-Anhalt. Foi município até 30 de junho de 2009, quando foi incorporada à cidade de Bad Schmiedeberg.
O último prefeito foi Bernd Langbein do partido Die Linke.